# Scooby-Doo! La maledizione del mostro del lago
Scooby-Doo! - La maledizione del mostro del lago (Scooby-Doo! Curse of the Lake Monster) è un film per la televisione del 2010 diretto da Brian Levant. È il seguito di Scooby-Doo! Il mistero ha inizio e il secondo prequel di Scooby-Doo (2002).

## Trama
Le vacanze estive sono arrivate e Velma, Shaggy e Scooby-Doo si incontrano con Fred e Daphne per incontrare lo zio di Daphne, Thornton "Thorny" Blake V, che ha dato loro un lavoro estivo nel suo country club a Erie Point. La notte della festa di apertura del club, un enorme mostro simile a una rana appare all'improvviso e provoca il caos. La banda decide di indagare sull'unica persona che abbia mai scattato una foto del mostro del lago, un guardiano del faro di nome Elmer Uggins. Quindi racconta loro la storia del mostro del lago: quando le persone si stabilirono a Erie Point, una strega di nome Wanda Grubwort li ha avvertiti di non venire nella sua terra. Non le prestarono attenzione, quindi usò il suo bastone magico per trasformare una rana in un mostro che attaccava gli abitanti del villaggio. Wanda è stata processata per i suoi crimini e bruciata sul rogo.
Il giorno successivo, Velma mostra agli altri filmati del mostro del lago che incontra una strana figura sulla spiaggia. Le cose sono complicate a causa dell'attrito tra Fred e Daphne, la cui relazione è tesa a causa del fatto che si trovano a socializzare con altre persone, così come i sentimenti sbocciati di Shaggy per Velma che lo fanno allontanare da Scooby.
La mattina dopo, trovano Velma priva di sensi sulla spiaggia. Shaggy inizia a dirle che era molto preoccupato, ma si ferma quando nota delle verruche sulla sua mano. Velma sembra sorpresa, ma assicura loro che non è niente. Dopo che l'hanno informata sull'ultimo attacco dei mostri, Daphne dice di aver visto della vernice viola sul mantello della figura e suggerisce di controllare una barca che hanno visto sulla strada per Erie Point. Shaggy chiede a Velma un appuntamento e le cose vanno bene finché non accende un fiammifero per accendere delle candele. Velma si getta indietro, anche se non sa perché. Scooby, che è arrabbiato con Shaggy per averlo ignorato, cerca di rovinare l'appuntamento, facendo cadere Shaggy. Fred e Daphne vanno a vedere la barca, ma vengono poi rinchiusi in una stanza allagata dal mostro. Tuttavia, riescono a scappare.
La banda si reca a casa di Hilda Trowburg, discendente di Wanda. Vedono la figura della strega attraverso le finestre, che si scopre presto essere una Velma molto verrucosa. Afferma di non essere Velma e attacca la banda, mettendoli fuori combattimento per un momento. La banda si sveglia più tardi e trova Trowburg, che dice che lo spirito della sua antenata ha posseduto Velma. La banda si rende conto che le loro lotte intestine hanno fatto perdere loro tutti i piccoli segni. Trowburg dice che Wanda sarebbe andata nelle grotte sottomarine; arrivano nella grotta e Shaggy esce dal nascondiglio e affronta Wanda.
Mentre i mostri mettono all'angolo Fred e Daphne, Shaggy cerca di salvare Velma cantando la sua canzone preferita. Velma riesce a liberarsi dal possesso di Wanda, la quale cerca di reclamare il suo bastone, ma Scooby arriva appena in tempo e lo distrugge, riportando i mostri alle loro forme originali.